# CM-501G
CM501Gは2012年11月に開催された第9回中国国際航空宇宙博覧会で初公開された中国製の地上攻撃ミサイルである。中国航天科工集団(CASIC)によって開発された CM-501G は同様に顧客の要望に応じて航空機と船舶からの発射式が入手できるが、航空ショーで公開されたのは地上発射式のみだった。

## 国際的な比較
CM-501G ミサイルは多くの中国のインターネット上の資料によってアメリカのNLOS-LS Netfires或いはイスラエル製のJUMPERに相当するとされて来たが、中国製のミサイルは比較対象の2機種よりも大幅に大型である。: 西側のミサイルの重量が50から60 kgであるのに対してCM-501Gの重量はおよそ150 kgでNetfires或いはJUMPERのおよそ3倍である。CM-501Gの射程が70 km+であるのに対してNetfiresミサイルは同等で50kmの射程のJUMPERミサイルよりも長く、CM-501Gの弾頭はおよそ40 kgである。

## 誘導オプション
CM-501Gは同様に衛星誘導/INS、赤外線画像 (IIR)、セミアクティブレーダーホーミング (SAL) と、仮に必要であれば飛行中の再照準のための更新が可能であるような誘導選択肢を備える。開発企業はCM-501Gシステムにはオープンアーキテクチャとモジュール設計が導入されているので顧客の用途や予算に応じて双方向データリンクと赤外線追尾をより廉価なSALやGPS、GLONASS或いは北斗の何れかの衛星誘導に置き換えるような異なる誘導装置の仕様を選択できるとしている。

## 発射装置と指令機
基本的なCM-501Gシステムは2台の陝西汽車集団のSX2190の6輪駆動車で構成される。発射用の車両はそれぞれ3 x 3の9基を収めた2台で合計18基の発射装置のコンテナが後部に備えられる。これは15基を備えるNetfiresよりは多いが24基を備えるJUMPERよりは少ない。指令車両は中国製高機動車のような他の車体を使用する事も可能。射手は発射後、双方向の通信回線を用いて照準を再設定でき、この一連の作業は指令車両内で完結する CM-501Gの改良計画の一つは現在は分離されている発射車両と指令車両を1台の車両に統合することが検討されている。他の改良計画では前線の射弾観測手が照準の再設定を出来るようにすることも検討されている。

## AFT-10
AFT-10は同じ技術を使用するCM-501Gの小型版。ミサイルの重量はCM-501Gの1/3で射程は10 kmで大幅に短縮された。AFT-10はPeace Mission 2014の合同演習で初公開された。 
仕様
- 全長 (mm): 1850
- 直径 (mm): 165
- ミサイル重量 (kg): 43
- システム重量 (kg): 105
- 最大射程 (km): 10
- 最小射程 (km): 3
- 探索時の速度 (m/s): 150
- 攻撃時の速度 (m/s): 250
- 荷重: 15G
- 誘導: 光ファイバー誘導 + MMW レーダーまたは光ファイバー誘導 + 赤外線画像識別誘導